# Åndalsnes

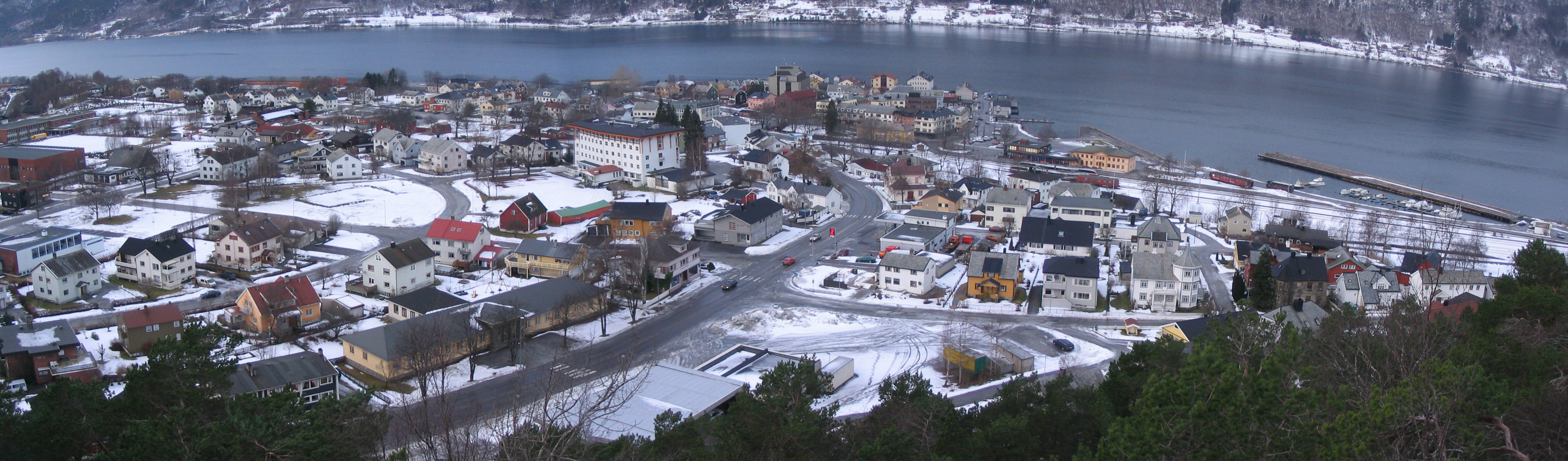
Vista de Åndalsnes desde la montaña Nebba.

Åndalsnes es una pequeña ciudad situada en el municipio de Rauma, provincia de Møre og Romsdal, Noruega. Es parte de la región de Romsdal. Esta ciudad es el centro administrativo municipal de Rauma.  
Åndalsnes tiene alrededor de 3.000 habitantes y se encuentra a orillas del Romsdalsfjord en la boca del río Rauma.  La población de salmones de este río se encuentra actualmente en proceso de recuperación después de un fuerte declive en la década de 1980 debido al parásito de salmones Gyrodactilus salaris.  Este río atraviesa el valle de Romsdal en el cual se encuentran algunos de los escenarios más espectaculares de todo Noruega como Trollveggen (la pared de Troll) que posee una caída vertical de más de 1000 metros.
La vía ferroviaria Raumabanen termina en Åndalsnes, con conexión de autobús hacia Molde y Ålesund.  Después de la invasión alemana durante la Segunda Guerra Mundial en abril de 1940, tropas inglesas llegaron a Åndalsnes como parte de un movimiento de tenaza para tomar la ciudad de Trondheim.  Debido a la falta de control aéreo, las fuerzas en Åndalsnes tuvieron que retirarse a principios de mayo de 1940.  
Åndalsnes posee un club de fútbol, el Åndalsnes Idrettsforening.  Por otro lado, el periódico Åndalsnes Avis tuvo una circulación de 4.125 ejemplares en 2007.  La ciudad también posee un puerto llamado el NATO kaia, el cual recibe cada año la visita de cruceros como Costa Marina, Thomson Celebration, Costa Victoria y el mayor de todos que lo ha visitado el Costa Atlántica.  
- Datos: Q271083
- Multimedia: Åndalsnes / Q271083